# Francisc de Assisi
Francisc de Assisi (în italiană San Francesco d'Assisi), pe numele său laic Giovanni Bernardone, (n. ca. 1181/1182, Assisi, Italia - d. 3 octombrie 1226, Portiuncula, lângă Assisi), a fost un mistic medieval, întemeietorul  ordinului franciscan, patron al Italiei, al ecologiei și protecției mediului, al orașului San Francisco etc. Sărbătoarea sa pe 4 octombrie este totodată Ziua Mondială a Animalelor.

## Primii ani
Numele său de botez a fost Giovanni (Ioan). Giovanni Bernardone s-a născut în 1182, la Assisi, fiul lui Pietro Bernardone și a donnei Pica. La botez, donna Pica și-a numit pruncul Ioan, tatăl însă – abia întors dintr-o călătorie de afaceri, cum era negustor de stofe, obiecte de artă și de bijuterii – renumește pruncul Francisc (foarte probabil, recunoștință pentru călătoria negustorească în Alsacia).
Anii tinereții zvăpăiate i-a împărtășit cu cei de-o vârstă cu el și de aceeași treaptă socială, participând chiar la ciocnirile armate ale comunei natale; astfel, de exemplu, în 1202, cu ocazia războiului deschis între Perugia și Assisi. Armatele rivale dau piept în piept la Collestrada. Victoria este de partea peruginilor. Între locuitorii din Assisi luați prizonieri s-a numărat și Francisc, rănit. Va rămâne prizonier de război la Perugia mai bine de un an. Către sfârșitul anului 1203, din cauza bolii care se înrăutățea (considerat pe moarte) și probabil pentru o oarecare sumă de bani – răscumpărare plătită de Pietro Bernardone – a fost eliberat. Vindecat de boala îndelungată (prin 1204/1205), Francisc pare că a rămas pradă unei profunde neliniști interioare, mai ales cu privire la viitorul său.
Al 24-lea an al vieții sale (1205) înseamnă pentru Francisc și începutul convertirii: abandonarea prietenilor de mai înainte; o viață de rugăciune mai intensă; întâlnirea cu leprosul căruia îi sărută rănile; vocea lui Cristos care-i vorbește din crucea din San Damiano; pelerinajul la Roma și prima experiență de sărăcie voluntară.

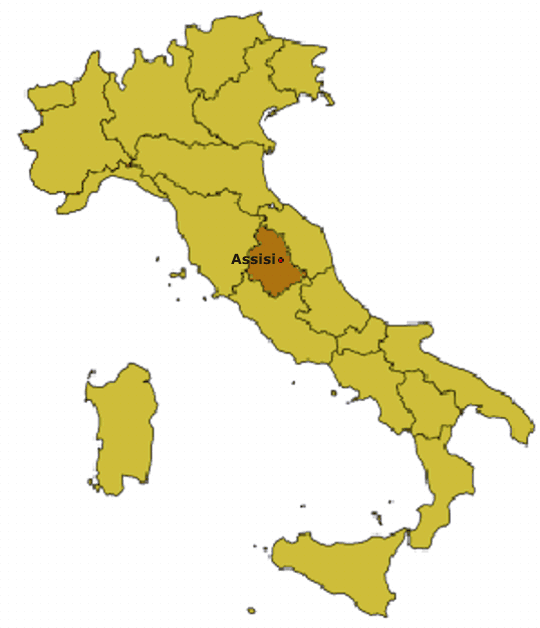
Poziția geografică a locului natal al lui Francisc

## Convertirea și intuiția spirituală

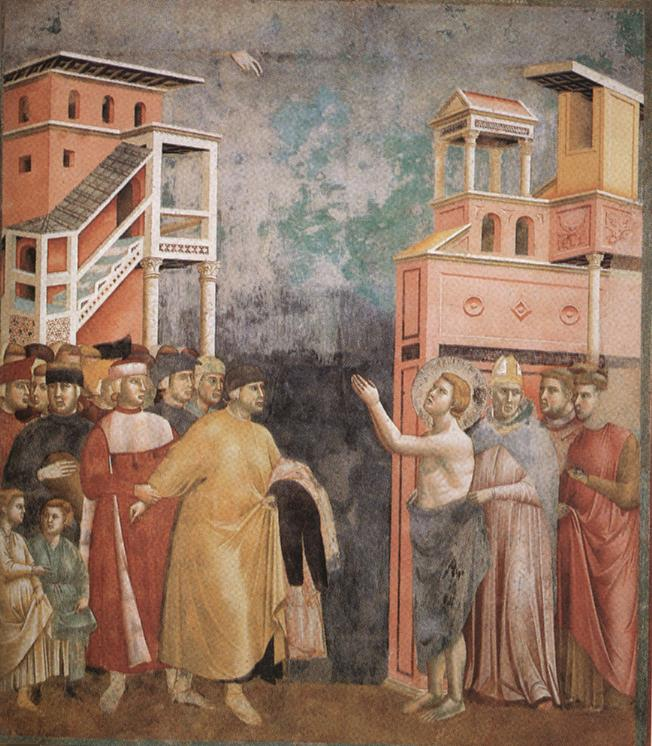
Giotto: Francisc renunță la moștenire, se dezbracă de hainele scumpe, pe care le restituie tatălui său, Bazilica Sfântul Francisc din Assisi, 1295

Convertirea lui a însemnat o schimbare radicală a vieții. După renunțarea la bunurile pământești și la moștenire, deoarece tatăl său era potrivnic noilor sale alegeri, s-a dezbrăcat de hainele scumpe (tatăl său era negustor de stofe), și a îmbrăcat „il saio” (zdreanța), haina celor mai săraci dintre săraci. Acest saio stă la originea tunicii franciscane. În anul 1206 a renovat prin munca proprie trei bisericuțe (San Damiano, San Pietro della Spina și Porziuncola). După o scurtă ședere în mănăstirea San Verecondo din localitatea Vallingegno, se îndreaptă spre Gubbio, unde găsește ospitalitatea lui Giacomello Spadalonga iar el, personal, se pune în slujirea leproșilor din lazaretul de la Vittorina.

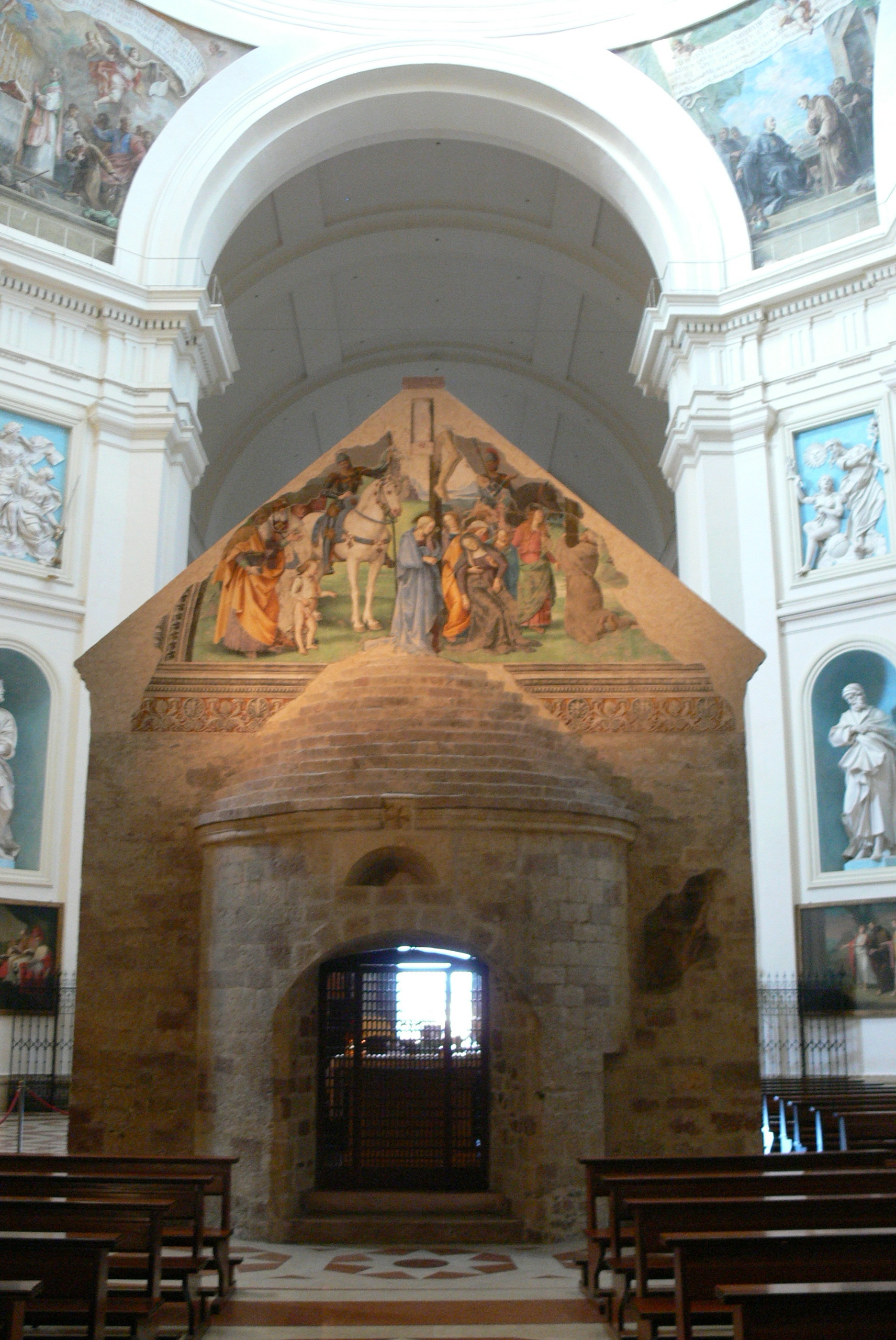
Biserica Sfânta Maria a Îngerilor, Portiuncula

 În 1208 Francisc este din nou la Assisi; în primăvară ascultă la Porțiuncula, evanghelia chemării apostolilor. Auzirea acestei pericope a cristalizat în el vocația apostolică și evanghelică, drept care s-a dedicat unei vieți de blândețe, de smerenie și de mărturisirea evanghelică directă („vivere secundum formam sancti Evangelii” = viețuirea conform formei de viață a sfintei Evanghelii); în  același an se adună în jurul său primii însoțitori ce au ales ca el și cu el sărăcia radicală și munca manuală ca mijloc de susținere: cererea pomenii era concepută ca un mod de a beneficia din „masa Domnului” numai în cazul în care el sau frații săi nu găseau, din muncile umile, plată suficientă ca să supraviețuiască; în felul acesta s-a format nucleul Primului Ordin Franciscan.
Prima regulă a acestei fraternități a fost aprobată oral, în 1210, de papa Inocențiu al III-lea, care după mai multe ezitări i-a îngăduit lui Francisc și fraților săi posibilitatea de a predica (activitate de la care – în mod tradițional – laicii  erau excluși).
În 1212 grupului lor li s-a alăturat Clara de Assisi (avea pe atunci doar 18 ani), care a pus bazele unei ramuri feminine a mișcării.

## Apariția ordinului: misiunea și tensiunile interne

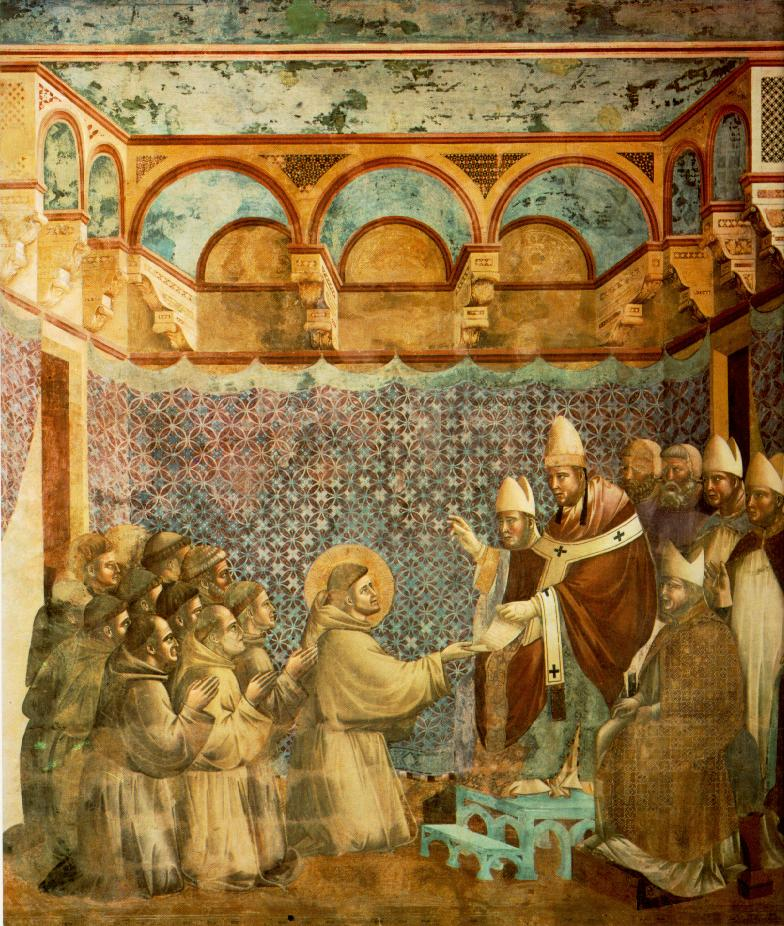
Giotto, Papa Inocențiu al III-lea aprobă regula franciscană

După 1210 Francisc a accentuat tonul misionar al activității sale, dând naștere unei vaste opere de predicare itinerantă (mai întâi în Italia centrală), primind în ordin un număr tot mai mare de frați, astfel încât, în 1219, a ajuns să primească o misiune de mărturie evanghelico-profetică pe lângă Sultanul Abd al-Malik (o misiune concepută în mod total divers și opus logicii cruciadelor, care, pe atunci, erau în toi).
Ascultarea și sărăcia, simplitatea și refuzul oricărui privilegiu, umilința și egalitatea între oameni au rămas temele fundamentale ale mesajului său de reînnoire spirituală, care, de fapt, a devenit și un sistem al reînnoirii Bisericii, chiar dacă Francisc nu avea direct în vedere o astfel de reformă: atitudinea lui a fost întotdeauna de mare discreție și respect față de ierarhia bisericească, chiar și atunci când îi simțea modelele stranii și străine.
Această perioadă a fost marcată și de tensiuni puternice, atât printre frații săi (care-l urmau), cât și între ei și Curia Romană, care, în ascultare, le cerea să preia una din formele de viață călugărească deja existente. Francisc dorea cu toată puterea sa să se ferească de tot ceea ce ar fi putut să-i confere un privilegiu oarecare, iar haina clericală și cea călugărească erau în totală contradicție cu idealul său de a fi cel mai mic dintre cei mici. Reticența curiei, pe de altă parte, provenea din prudență, întrucât evoluțiile ne-ortodoxe (sau chiar eretice) a acestor mișcări pauperistice ale vremii erau reale și puternice. 
Din ascultare, Francisc a acceptat o astfel de viață, deși voia să păstreze cât mai mult revelația originară a viețuirii evanghelice între cei mai neînsemnați. Din acest motiv nici n-a voit să primească călăuzirea directă a ordinului, care prindea viață, ca urmare a aprobării regulei așa-zise Regula bullata, scrisă cu consultarea cardinalului Ugolino în 1223.

## Stigmatele

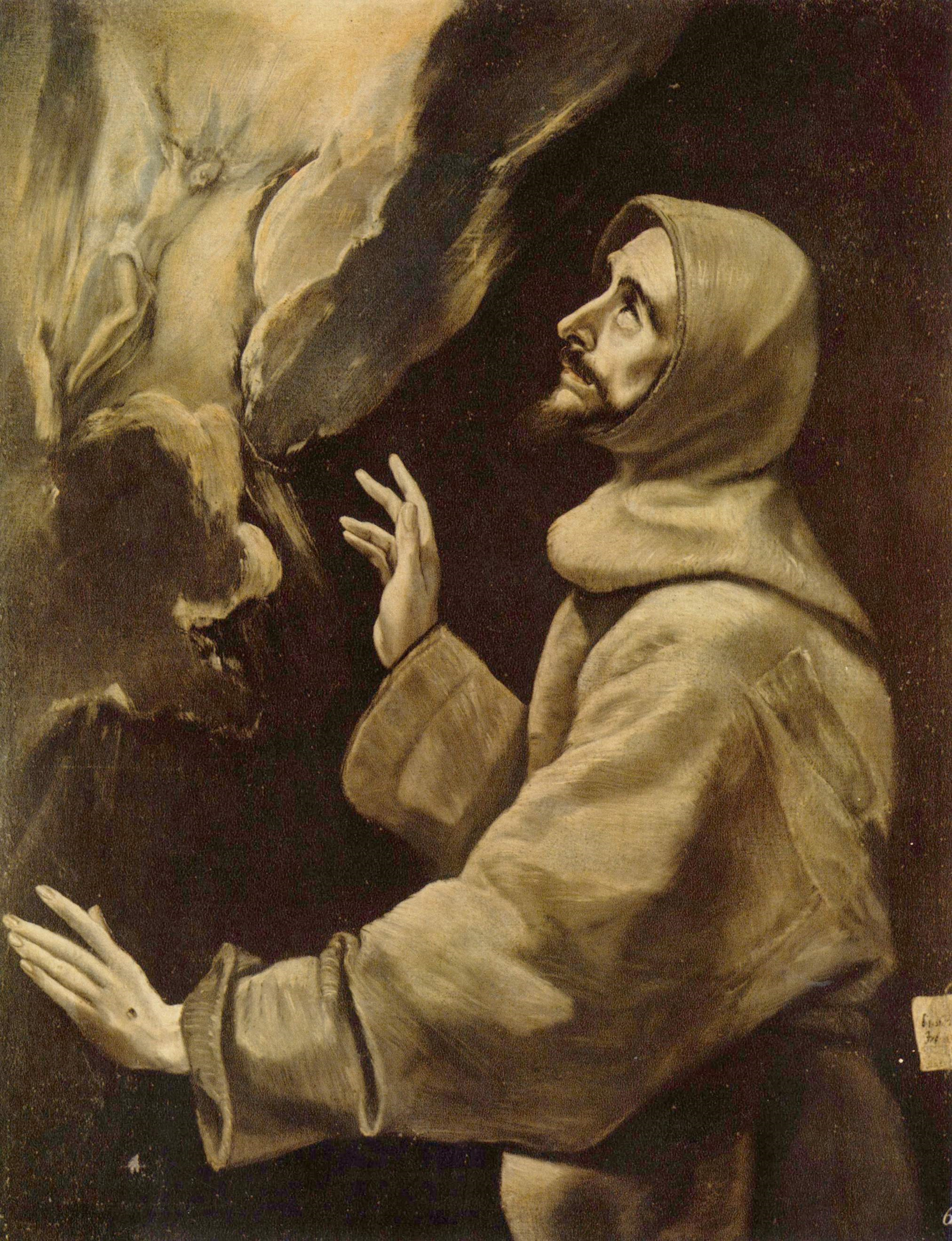
Francisc primind stigmatele: El Greco

În septembrie 1224 Francisc a primit stigmatele pe Monte Alverna. A murit doi ani mai târziu, epuizat de boală și aproape orb. Înainte de a muri a compus Cântarea fratelui soare, cunoscută și drept Cântarea făpturilor, unul din primele imnuri în limba italiană. Simțind moartea aproape, și-a exprimat două dorințe: să fie anunțată doamna Iacoba (pe care, de altfel, o numea „fratelo Iacoba”), care să-i aducă un fel de prăjituri pe care le pregătea ea și care îi plăceau lui Francisc; a doua dorință a fost, mai întâi, să fie îmbrăcat cu un „saio” de împrumut, mai apoi a cerut să fie pus gol-goluț pe pământul gol.

## Scrierile
Francisc a lăsat vreo treizeci de scrieri, scurte, de altfel, scrise în dialectul umbrian. În afară de cele două Reguli monastice (prima neaprobată de papă din cauza austerității prea mari, cea de-a doua aprobată și care constituie și azi baza Ordinului Franciscan), între scrierile sale sunt „Admonitiones”, 10 scrisori, „Salutatio virtutum” (Omagiul virtuților), Laudes, o Salutatio B. Virginis (Omagiul Preacuratei Fecioare) și, în sfârșit, Cântarea fratelui soare, un imn de laudă adresat lui Dumnezeu și creației sale.
Pentru înțelegerea mesajului său este de folos scurtul Testament, datat în 1226, în ultimele zile ale vieții.

### În detaliu
- Regula non bullata - Regula verbală;
- Regula bullata - Regula aprobată oficial;
- Admonitiones - Îndemnurile;
- Testament;
- Scrisorile;
- Salutatio virtutum - Lauda virtuțiilor;
- Laudes - rugăciunea numită Laude (în Biserica romano-catolică se recită dimineața de către preoți și persoane consacrate; iar seara, vesperele);
- Salutatio B. Virginis - Laudă în cinstea Sf. Fecioare Maria;
- Cântarea fratelui soare

Papa Grigore al IX-lea l-a proclamat pe Francisc sfânt în 1228, la numai doi ani după moartea sa, iar Pius al XII-lea l-a declarat patron al Italiei, împreună cu Ecaterina de Siena în 1939.

## Izvoare

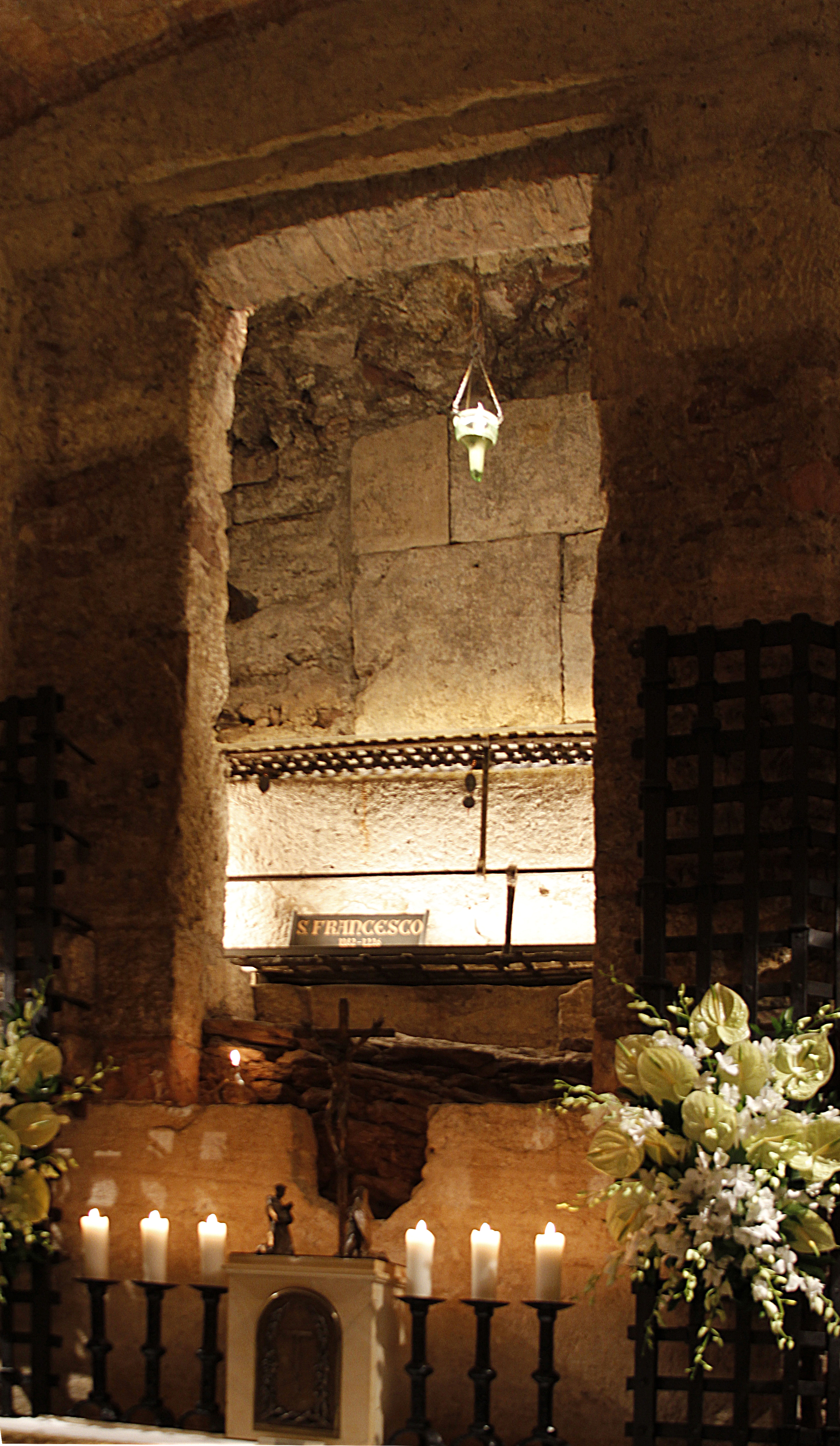
Bazilica din Assisi, mormântul sfântului Francisc

- Mira circa nos, bulla de canonizare a papei Grigore al IX-lea, 1228;
- Vita prima, Tommaso da Celanno, 1228/1229;
- Viața Sf. Francisc în versuri, de Giuliano da Spira, preot diecezan, în 1232/1235;
- Vita secunda, Tommaso de Celano, 1248, la care se adaugă și „Memoriale nel desiderio del anima” sau „Tratatul despre minuni”;
- Quasi stella matutina" – o viață scrisă de Giovanni, notar apostolic al Sfântului Scaun; scrierea lui s-a pierdut; astăzi mai sunt doar pasaje indirecte, prin citatele din alte opere;
- Tre compagni: Leone, Rufino e Angelo, 1245-1250 (?), la care în timp au fost adăugate și alte mărturii;
- Anonimul perugin („Primordio fondazione dell’Ordine”), autor necunoscut; studioșii optează pentru un notar din Assisi, 1244 / 1246.
- Analecta Francescana, vol al XII-lea publică multe alte vieți considerate de mai mică importanță.
  - Fonti Francescane, Padova 2004: ISBN 88-8135-009-2.

## În literatură
- Hermann Hesse, Franz von Assisi, Berlin, 1904;
- Nikos Kazantzakis, Săracul lui Dumnezeu, 1954;
- Julien Green, Fratele Francisc, 1983.

## Biografii în limba română
- Dumitru Karnabatt, Sfântul Francisc din Assisi și spiritul franciscan, cu ilustrații de Traian Bilțiu-Dăncuș; Ed. Serafica, Săbăoani-Roman, 1920;
- Julien Green, Fratele Francisc, traducere din limba franceză de Maria Ivănescu, Editura Științifică, București, 1995;
- Bernard Sesé⁠(en)[traduceți], Viețile sfinților Augustin, Benedict, Bernard, Francisc din Assisi, Ioan al Crucii, Editura Humanitas, București, 1996;
- Jacques Le Goff, Sfîntul Francisc din Assisi, traducere din limba franceză de Mihai Ungurean, Editura Polirom, Iași, 2000;
- Ștefan Acatrinei OFMConv, Sfântul Francisc și Sfânta Clara, model paradigmatic în urmarea lui Cristos, Editura Serafica, Roman, 2005;
- Adrian Popescu, Tânărul Francisc, Editura Galaxia Gutenberg, Tg. Lăpuș 2008;
- I Fioretti di San Francesco sau Florilegiul faptelor minunate ale sfântului Francisc, traducere din limba italiană de Ștefan Acatrinei OFMConv, Editura Serafica, Roman, 2009;
- Scrierile Sfântului Francisc și ale Sfintei Clara de Assisi, traducere din limba italiană de Ștefan Acatrinei OFMConv, Editura Serafica, Roman, 2010.
- Scrierile Sfântului Francisc și ale Sfintei Clara de Assisi. Texte și prezentare, Ștefan Acatrinei OFMConv, Editura Galaxia Gutenberg, Tg. Lăpuș, 2011.
- Viața Sfântului Francisc de Assisi. Operele Fericitului Toma de Celano, traducere din limba italiană de Mirela Costruț, Ștefan Acatrinei OFMConv, Editura Serafica, Roman, 2012.
- Sfântul Francisc de Assisi. Oglinda desăvârșirii, traducere din limba italiană de Ștefan Acatrinei OFMConv, Leon Budău OFMCap, Mirela Costruț, Editura Serafica, Roman, 2013.
- Viața Sfântului Francisc: Legenda celor trei însoțitori; Anonimul Perugian, traducere de Andrei Ficău OFMConv, Editura Serafica, Roman, 2014.

## Filmografie
- Francisc, jonglerul lui Dumnezeu, 1950, regizor Roberto Rossellini
- Francis of Assisi, 1961, regizor Michael Curtiz
- Fratello sole, sorella luna, 1972, regizor Franco Zeffirelli
- Francesco, 1989, regizor Liliana Cavani, cu Mickey Rourke în rolul principal

## Sărbători

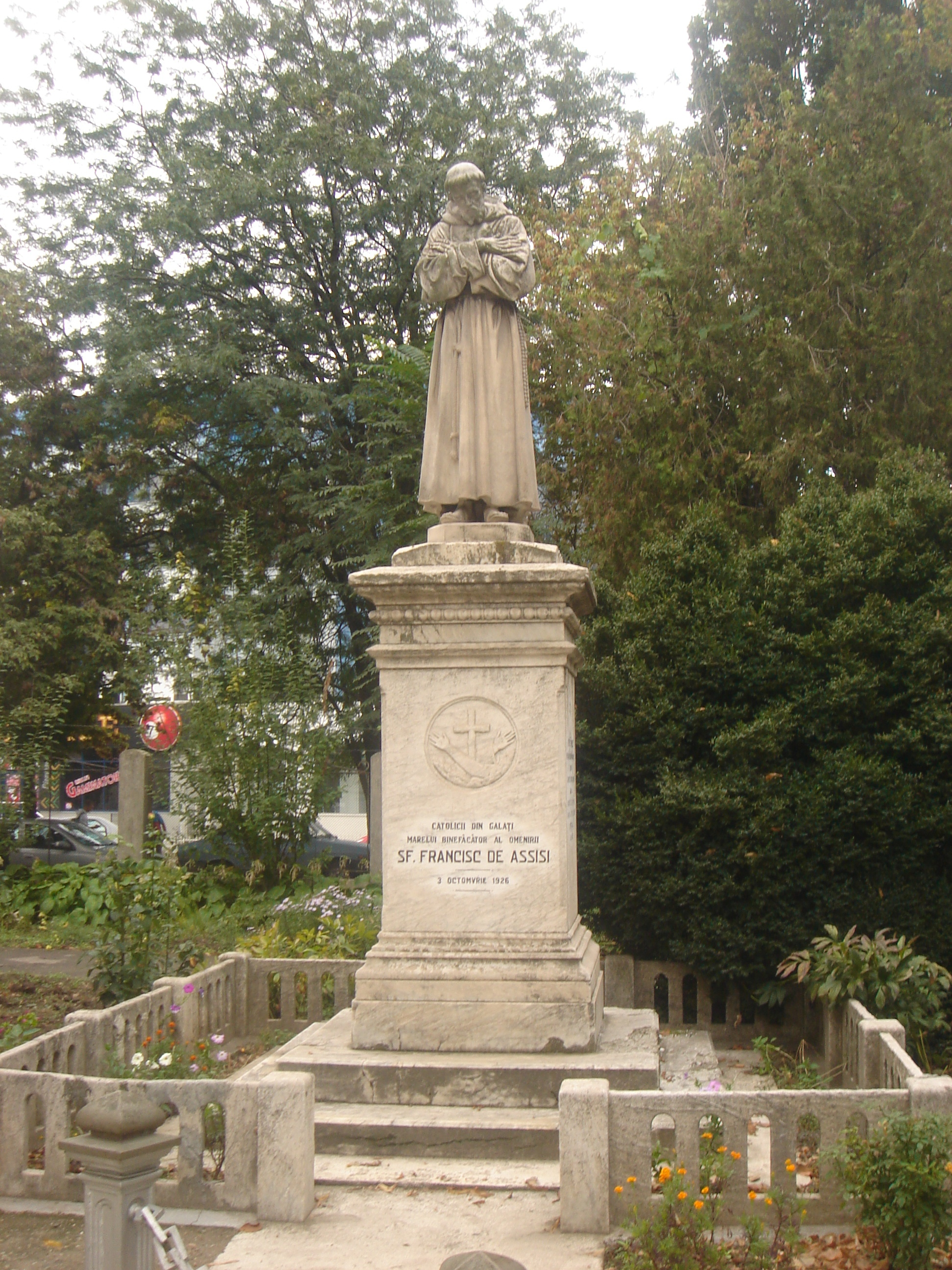
Statuia sfântului Francisc din Galați

- în calendarul romano-catolic: 4 octombrie
- în calendarul lutheran: 3 octombrie
- în calendarul anglican: 4 octombrie